# Большие Ковали (Шабалинский район)
Большие Ковали — опустевшая деревня в Шабалинском районе Кировской области. Входит в состав Новотроицкого сельского поселения.

## География
Расположена на расстоянии примерно 28 км по прямой на север-северо-запад от райцентра посёлка Ленинское.

## История
Известна с 1873 года как починок При речке Нюрюге и Березовке (Ковали), в котором дворов 16 и жителей 175, в 1905 (выселок Из починка при р. Нюрюге и Березовке или Верхние Ковали) 31 и 210, в 1926 (Большие Ковали) 41 и 198, в 1950 32 и 106, в 1989 10 жителей. По состоянию на 2020 год опустела.

## Население
Постоянное население составляло 3 человека (русские 100 %) в 2002 году, 1 в 2010.